# لوئیس کاررو بلانکو
لوئیس کاررو بلانکو (انگلیسی: Luis Carrero Blanco؛ زاده ۴ مارس ۱۹۰۴ – درگذشته ۲۰ دسامبر ۱۹۷۳) سیاست‌مدار اهل اسپانیا بود. او نخست‌وزیر فرانکو دیکتاتور اسپانیا بود و بدست گروه ETA ترور شد. فیلم اگرو (-1979-OGRO) دربارهٔ داستان ترور اوست.